# Serrano I
El obispo Serrano I, tercer titular de la sede ovetense, adquirió en el año 853, por donación de un obispo llamado Severino y de un tal Urulfo, el Monasterio de Santa María de Hermo sito en Cangas del Narcea, en el occidente asturiano, del que eran fundadores los donantes, además de otras heredades e iglesias. Estas donaciones fueron posteriormente ratificadas por el rey Fernando II, que reedificó y mejoró la mencionada iglesia. Durante su pontificado vivían en Oviedo otros dos obispos cuyos nombres eran Oveco y Gladila y que posiblemente fueran coepíscopos.
Durante su pontificado fue llamado a Oviedo el obispo de Iria de Portugal y el de Santiago de Compostela, Adolfo o Arnulfo, por el rey Ramiro I de Asturias para que se justificase de una serie de cargos contra él, cargos que resultaron infundados. El prelado Adolfo o Arnulfo falleció poco después de salir de la capital y se le dio cristiana sepultura en la iglesia parroquial de La Mata de Grado, en la zona centro-occidental de Asturias, donde se conserva su sepulcro que goza de gran veneración por los fieles de esa zona, así como de los peregrinos del Camino de Santiago.
En tiempo de Serrano I, el rey Ramiro I de Asturias inicia una serie de obras importantes. Entre ellas cabe destacar el complejo palatino en la ladera sur del monte Naranco o «Mons Naurancius», que dista tres kilómetros de la ciudad de Oviedo y que está protegido del aire norteño. De estas construcciones solo se conserva este palacio de recreo, así como la iglesia de palacio de San Miguel de Lillo. Se construyó originalmente con función civil y se convirtió en iglesia en el siglo XII, puesta bajo la advocación de Santa María, llamándose desde entonces Santa María del Naranco. La crónica Silense confirma que la actual iglesia de San Miguel de Lillo era realmente la iglesia de Santa María, hecho que queda reflejado en el ara situado en el mirador oriental del palacio. El original está depositado en el Museo Arqueológico de Oviedo.
También acrecentó el rey Ordoño I y su mujer Nuña la iglesia de Asturias con la cesión de la villa de Castrillón, situada entre los pueblos de Naveces y Quiloño y otras heredades más. En la época de este obispo se edificó la iglesia de Santa Cruz de Leorio.
En esta diócesis se reza y venera a San Serrano, cuyos restos se conservan en la Cámara Santa de Oviedo, pero no es el obispo Serrano I, sino que se trata de Asturio Serrano, arzobispo de Toledo, el cual se trasladó a Alcalá de Henares después de descubrir las reliquias de los santos Justo y Pastor, mártires.
| Predecesor: Gomelo I | Obispo de Oviedo 846 - 868 | Sucesor: Hermenegildo I |